# Куйккаселькя
Ку́йккаселькя — озеро в Муезерском районе Республики Карелия России.

## Общие сведения
Котловина ледникового происхождения.
Озеро вытянуто к северо-западу узким заливом. Берега на южном побережье возвышенные, каменисто-песчаные, на северном заболоченные, покрыты смешанным лесом. На озере 14 островов общей площадью 0,7 км².
Основной приток через проливы из озера Лендерское. Сток через протоку в озеро Шаверы, расположен в северо-западной части озера.
В северо-западной оконечности озеро протокой соединено с Куйкаозером, в которое втекает ручей из водораздельного Айтозера
Дно в основном покрыто зелёными илистыми отложениями. Высшая водная растительность представлена тростником, камышом и осокой.
В озере обитают ряпушка, щука, окунь, сиг, лещ, плотва, налим.